# Chrześcijaństwo na Malcie
Chrześcijaństwo na Malcie – na małej śródziemnomorskiej wyspie Malta dominującą religią jest katolicyzm.

## Historia chrześcijaństwa na Malcie

### Apostoł Paweł
Kościół na Malcie jest opisany w Dziejach Apostolskich (Dz 27:39–42; Dz 28:1–11), że został założony przez swoich patronów Pawła Apostoła i Publiusza, który był jego pierwszym biskupem.  Wyspy św. Pawła, które są jedną wyspą tylko w czasie odpływu, są tradycyjnie uważane za miejsce, gdzie w roku 60, statek przewożący Pawła do Rzymu na proces i ewentualne męczeństwo, rozbił się na skałach.

### Ustanowienie Archidiecezji Malty

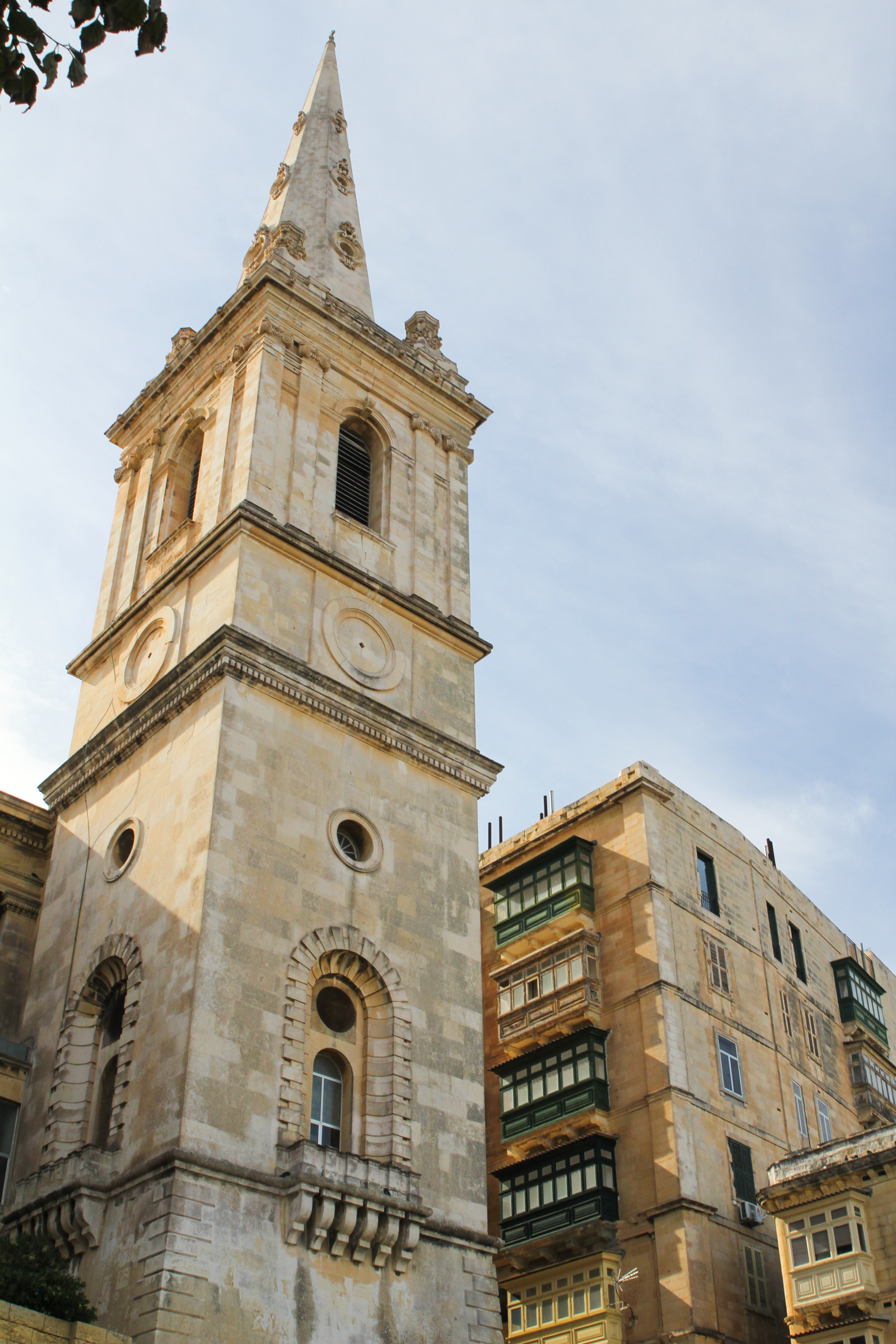
Anglikańska prokatedra św. Pawła w Valletcie

Zgodnie z tradycją, Publiusz, rzymski gubernator Malty w czasie, gdy statek apostoła Pawła uległ katastrofie, po nawróceniu się na chrześcijaństwo, został pierwszym biskupem Malty. Po przewodzeniu kościołowi na Malcie przez 31 lat, Publiusz został w 90 r. przeniesiony do Aten, gdzie zginął śmiercią męczeńską w 125 r. Istnieją skąpe informacje na temat ciągłości chrześcijaństwa na Malcie w kolejnych latach, choć tradycja głosi, że istnieje ciągła linia biskupów od czasów apostoła Pawła do czasów cesarza Konstantyna. Akta Soboru Chalcedońskiego podają, że w 451 r. niejaki Achacy (Acacius) był biskupem Malty (Melitenus Episcopus). Jest również wiadomo, że w r. 501 niejaki Konstantyn (Constantinus), Episcopus Melitenensis brał udział w II Soborze Konstantynopolitańskim. W 588 r. Tucillus, Miletinae civitatis episcopus, został usunięty z funkcji przez papieża Grzegorza I, a jego sukcesor Trajan został wybrany przez duchownych i ludność Malty w 599 r. Ostatnim notowanym biskupem Malty przed inwazją arabską był Grek imieniem Manas, który następnie został uwięziony w Palermo na Sycylii.

### Niezależność Zakonu św. Jana
W czasie gdy Malta była pod władzą Rycerzy Maltańskich, od połowy wieku XVI do końca XVIII, Wielki Mistrz miał status księcia Kościoła i cieszył się specjalnymi względami papieża, co od czasu do czasu doprowadzało do ostrych tarć z lokalnymi biskupami.

### Okupacja francuska
Z biegiem lat władza Rycerzy słabła; ich rządy skończyły się, kiedy flota Napoleona Bonaparte przybyła na Maltę w 1789 r., w czasie ekspedycji do Egiptu. Używając podstępu, Napoleon poprosił o bezpieczną przystań w celu zaopatrzenia swoich statków, a następnie skierował broń przeciwko swojemu gospodarzowi w Valletcie. Wielki Mistrz Ferdinand von Hompesch zu Bolheim skapitulował, Napoleon został na Malcie na kilka dni, w ciągu których systematycznie rabował ruchomy majątek Zakonu i ustanawiał administrację zawiadywaną przez swoich ludzi. Następnie popłynął do Egiptu, pozostawiając znaczny garnizon na Malcie. Od kiedy niepopularność Zakonu wśród Maltańczyków rosła, początkowo przyjęli oni Francuzów z optymizmem. Ta iluzja nie trwała jednak długo. W ciągu kilku miesięcy Francuzi pozamykali klasztory i zagrabili skarby kościelne. Gdy Maltańczycy zbuntowali się, Francuzi pod dowództwem gen. Claude-Henri Belgrand de Vaubois wycofali się do Valletty. Po kilku nieudanych próbach odbicia miasta, mieszkańcy Malty poprosili o pomoc Brytyjczyków. Kontradmirał lord Horatio Nelson zastosował całkowitą blokadę wyspy, i w 1800 r. garnizon francuski poddał się.

### Ustanowienie Diecezji na Gozo

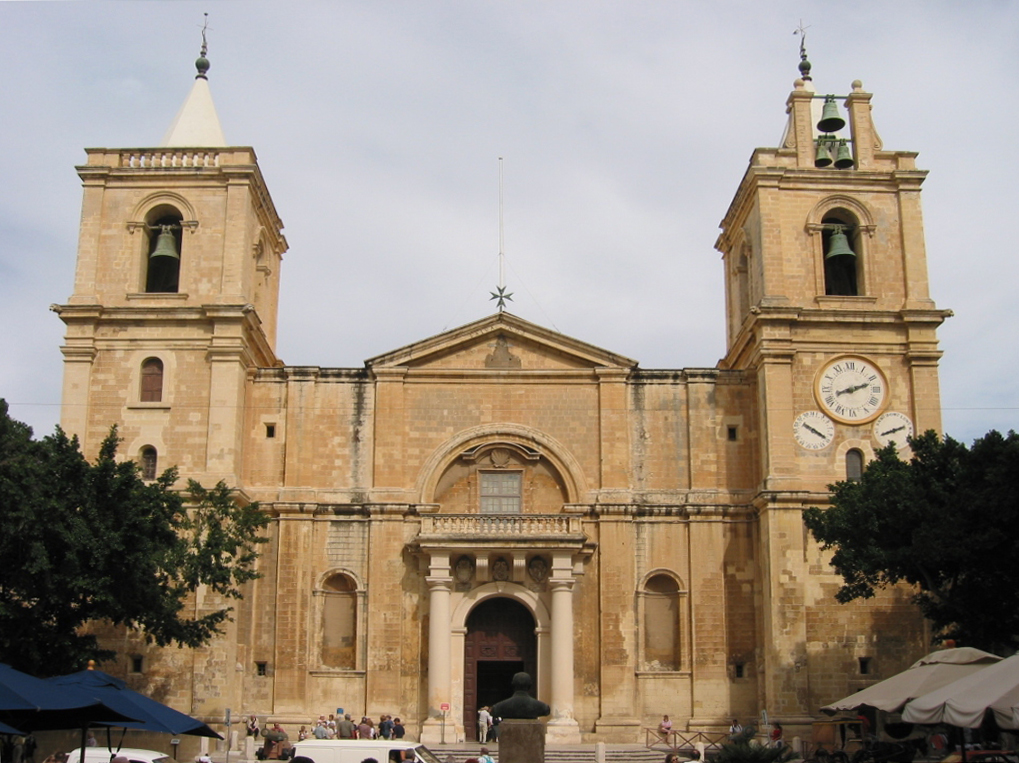
Konkatedra św. Jana w Valletcie

Mieszkańcy Gozo, historycznie należący do Diecezji Maltańskiej, dwukrotnie – w roku 1798 w czasie okupacji francuskiej, i ponownie w roku 1836 –  przedstawiali petycję o utworzenie niezależnej diecezji. Dopiero trzecia petycja, doręczona bezpośrednio papieżowi Piusowi IX w roku 1855, spotkała się z sukcesem. Wiodącą rolę w tej kwestii odegrał młody ksiądz Don Pietro Pace, który kilka lat później został biskupem Gozo, oraz sir Adrian Dingli, rzecznik Korony brytyjskiej. Brytyjski Urząd Kolonialny wyraził swą aprobatę w październiku 1860 roku.
W roku 1863, archiprezbiter Michele Francesco Buttigieg został mianowany biskupem pomocniczym Malty, z zaleceniem rezydowania na Gozo. Rok później, 16 września 1864, papież wydał bullę zatytułowaną „Singulari Amore” (Dzięki niezwykłej Miłości), w której ustanawiał oddzielność wysp Gozo i Comino od diecezji Malty. 22 września 1864 roku biskup Buttigieg został mianowany pierwszym biskupem Gozo, z kościołem głównym w Victorii, pod wezwaniem Wniebowzięcia Najświętszej Maryi Panny (po maltańsku: „Marija Assunta”), służącym jako jego Katedra.

### Imperium brytyjskie
W roku 1814, zgodnie z Traktatem Paryskim, Malta stała się częścią Imperium brytyjskiego. Brytyjczycy rządzili nią przez następne 150 lat, do roku 1964, kiedy to Malta uzyskała niepodlełość. Rządy brytyjskie przyniosły pierwszą znaczną liczbę członków Kościoła Anglikańskiego i wyznań protestanckich w postaci urzędników kolonialnych i emerytów. Okres ten charakteryzował się dużą tolerancją religijną.

## Święci patronowie

### Święty Paweł
Św. Paweł jest czczony jako patron Malty. Kilka parafii na Malcie i na Gozo jest związanych z tym świętym: katedra św. Pawła Mdinie, kolegiata św. Pawła w Rabacie, kolegiata śś. Piotra i Pawła w Nadur i kolegiata św. Pawła rozbitka Valletcie oraz parafia nawrócenia św.Pawła w  Ħal-Safi i parafia św. Pawła w Munxar.

### Święty Publiusz
Święty Publiusz jest pierwszym maltańskim świętym, patronem Malty i Floriany; był pierwszym biskupem Wysp Maltańskich. Kościół parafialny we Florianie jest pod wezwaniem Świętego. Istnieje wielkie nabożeństwo do tego świętego na Malcie, zwłaszcza, że był on Maltańczykiem.

### Święta Agata
Święta Agata jest również patronką Malty. Podczas prześladowań na Sycylii przybyła ona na Maltę i uczyła Maltańczyków wiary chrześcijańskiej.
Spośród 86 parafii na Malcie i Gozo, 11 jest pod wezwaniem Wniebowzięcia Najświętszej Maryi Panny. Wśród nich są m.in.: kościół katedralny na Gozo, parafia w Gudja, Ħal-Għaxaq, l-Imqabba, Qrendi, Mosta, Dingli, Attard, Mġarr, Birkirkara oraz Żebbuġ (Gozo). Wiele innych kościołów posiada cenną rzeźbę, przedstawiającą tajemnicę Wniebowzięcia. Naturalnie, wszystkie rzeźby będące w posiadaniu kościołów tytularnych, są najcenniejszymi świętymi artefaktami dla lokalnej społeczności. Wszystkie rzeźby w kościołach traktowane są z wielką troską i oddaniem, jakkolwiek szacunek do posągów przedstawiających lokalnych świętych patronów jest większy niż do innych rzeźb.
Szczególnie godne uwagi są święta Wniebowzięcia obchodzone w światowej sławy Rotundzie w Mosta (zwanej też Mosta Dome), wspaniałej Katedrze na Gozo w starej Cytadeli, oraz wyjątkowe coroczne, w dniu 14 sierpnia, pokazy ogni sztucznych, zorganizowane przez St. Mary Fireworks Factory w Imqabba, zwycięzcę pierwszego Międzynarodowego Festiwalu Fajerwerków na Malcie w 2006 r. Ten pirotechniczno-muzyczny pokaz jest uznawany za najlepszy na wyspie, i tysięczny tłum zapycha corocznie uliczki wioski, chcąc go obejrzeć.

## Aktualny stan prawny
Konstytucja Malty zapewnia wolność wyznania, ale ustanawia katolicyzm jako religię państwową. Freedom House oraz The World Factbook podają, że religią 98% Maltańczyków jest katolicyzm, ustanawiając ten naród jednym z najbardziej katolickich na świecie. W roku 2005 stopa regularnego uczęszczania na mszę św. wynosiła 52,6% (51% na wyspie Malcie, 72,7% na Gozo), dla porównania – 63,4% w  r. 1995.   Istnieją dwie jurysdykcje terytorialne: Archidiecezja na Malcie oraz Diecezja na Gozo.
W szkołach publicznych lekcje religii katolickiej są częścią programu nauczania, lecz studenci mają opcję odmowy udziału w tych zajęciach. Prywatne szkoły katolickie otrzymują dofinansowanie od państwa.
Papież Jan Paweł II trzy razy odwiedził Maltę – dwukrotnie w roku 1990 i raz w 2001. W trakcie tych wizyt beatyfikował troje Maltańczyków.
Tolerancja religijna jest normą na Malcie, a 2% populacji niebędąca katolikami, składa się głównie z małych społeczności muzułmanów i Żydów, a także anglikanów i protestantów, którzy w większości są brytyjskimi emerytami.
Odsetek osób, uczęszczających na msze w każdej miejscowości na Malcie:
| Miejscowość i parafia                                                                                                | Uczestnicy mszy |
| --- | --------------- |
| Mdina – parafia św. Pawła                                                                                            | 88%             |
| Kerċem – parafia św. Grzegorza i Matki Bożej od Zdrowia                                                              | 86%             |
| San Lawrenz – parafia św. Wawrzyńca                                                                                  | 85%             |
| Fontana – parafia Najświętszego Serca Jezusowego                                                                     | 83%             |
| Lija – parafia Przemienienia Pańskiego                                                                               | 78%             |
| Victoria, Gozo – parafia św. Marii i św. Grzegorza                                                                   | 77%             |
| Xewkija – parafia św. Jana Chrzciciela                                                                               | 75%             |
| Xagħra – parafia Narodzenia Matki Bożej                                                                              | 74%             |
| Għarb – parafia Nawiedzenia Matki Bożej                                                                              | 75%             |
| Għajnsielem – parafia Matki Bożej z Loreto                                                                           | 73%             |
| Qala – parafia św. Józefa                                                                                            | 72%             |
| Mġarr – parafia św. Marii                                                                                            | 72%             |
| Sannat – parafia św. Małgorzaty                                                                                      | 70%             |
| Għargħur – parafia św. Bartłomieja                                                                                   | 67%             |
| Għasri – parafia Bożego Ciała                                                                                        | 66%             |
| Nadur – parafia św. Piotra i św. Pawła                                                                               | 66%             |
| Balzan – parafia Zwiastowania                                                                                        | 66%             |
| Munxar – parafia św. Pawła                                                                                           | 64%             |
| Gudja – parafia Wniebowzięcia Matki Bożej                                                                            | 60%             |
| Mosta – parafia Wniebowzięcia Matki Bożej                                                                            | 60%             |
| Iklin – parafia Świętej Rodziny                                                                                      | 60%             |
| Siġġiewi – parafia św. Mikołaja                                                                                      | 58%             |
| Rabat – parafia św. Pawła                                                                                            | 58%             |
| Dingli – parafia Wniebowzięcia Matki Bożej                                                                           | 57%             |
| Attard – parafia Wniebowzięcia Matki Bożej                                                                           | 57%             |
| Tarxien – parafia Zwiastowania                                                                                       | 55%             |
| Żebbuġ, Malta – parafia św. Filipa z Aggiry                                                                          | 54%             |
| Qormi – parafia św. Grzegorza i parafia św. Sebastiana                                                               | 54%             |
| Naxxar – parafia Matki Bożej Zwycięskiej                                                                             | 54%             |
| Santa Luċija – parafia św. Piusa X                                                                                   | 54%             |
| Ħamrun – parafia św. Kajetana i parafia Niepokalanego Poczęcia                                                       | 54%             |
| Mellieħa – parafia Matki Bożej Zwycięskiej                                                                           | 53%             |
| Qrendi – parafia Wniebowzięcia Matki Bożej                                                                           | 53%             |
| Żabbar – parafia Matki Bożej Łaskawej                                                                                | 53%             |
| Paola – parafia Chrystusa Króla i parafia Matki Bożej z Lourdes                                                      | 52%             |
| Marsaxlokk – parafia Matki Bożej z Pompei                                                                            | 52%             |
| Floriana – parafia św. Publiusza                                                                                     | 52%             |
| Mqabba – parafia Wniebowzięcia Matki Bożej                                                                           | 52%             |
| Żebbuġ, Gozo – parafia Wniebowzięcia Matki Bożej                                                                     | 52%             |
| Żurrieq – parafia św. Katarzyny Aleksandryjskiej                                                                     | 51%             |
| Marsa – parafia Trójcy Świętej i parafia Maria Regina                                                                | 51%             |
| Għaxaq – parafia Wniebowzięcia Matki Bożej                                                                           | 51%             |
| Pembroke | 51%             |
| Kalkara – parafia św. Józefa                                                                                         | 51%             |
| Żejtun – parafia św. Katarzyny Aleksandryjskiej                                                                      | 50%             |
| Safi – parafia św. Pawła                                                                                             | 49%             |
| Fgura – parafia Matki Bożej z Góry Karmel                                                                            | 47%             |
| Valletta – parafia Katastrofy św. Pawła, parafia Matki Bożej z Porto Salvo i parafia św. Augustyna                   | 47%             |
| Kirkop – parafia św. Leonarda                                                                                        | 45%             |
| Birgu – parafia św. Wawrzyńca                                                                                        | 45%             |
| Msida – parafia św. Józefa                                                                                           | 45%             |
| Birżebbuġa – parafia św. Piotra w Okowach                                                                            | 43%             |
| San Ġwann – parafia Matki Bożej z Lourdes                                                                            | 43%             |
| Mtarfa – parafia św. Łucji                                                                                           | 42%             |
| Gżira – parafia Matki Bożej z Góry Karmel                                                                            | 41%             |
| Swieqi – parafia Niepokalanego Poczęcia                                                                              | 41%             |
| Marsaskala – parafia św. Anny                                                                                        | 40%             |
| Bormla – parafia Niepokalanego Poczęcia                                                                              | 39%             |
| Luqa – parafia św. Andrzeja                                                                                          | 39%             |
| Pietà – parafia Matki Bożej Fatimskiej                                                                               | 38%             |
| Isla – parafia Matki Bożej Zwycięskiej                                                                               | 37%             |
| San Pawl il-Baħar – parafia Matki Bożej Bolesnej, parafia Najświętszego Serca Maryi i parafia św. Franciszka z Asyżu | 36%             |

Pozostałe parafie w liczbach bezwzględnych:
| Miejscowość i parafia                                                                                               | ilość uczestników mszy |
| --- | ---------------------- |
| Balluta – parafia Matki Bożej z Góry Karmel                                                                         | 1284                   |
| Birkirkara – parafia św. Heleny, parafia MB z Góry Karmel, parafia św. Marii i parafia św. Józefa Robotnika         | 9851                   |
| San Ġiljan – parafia św. Juliana                                                                                    | 3267                   |
| Santa Venera – parafia św. Wenery                                                                                   | 2508                   |
| Sliema – parafia Stella Maris, parafia Sacro Cour, parafia św. Grzegorza Wielkiego i parafia Pana Jezusa z Nazaretu | 5585                   |

Dodatkowo, około 20–25% uczestniczących we mszach jest aktywnymi członkami ruchów, organizacji czy grup aktywności kościelnej, takich jak Ruch Odnowy w Duchu Świętym, Droga Neokatechumenalna, Legion Maryi, Opus Dei, Młodzieżowa Drużyna i innych grup kościelnych w ramach parafii. Malta ma także największą liczbę członków Drogi Neokatechumenalnej na świecie, w stosunku do liczby ludności.
Malta wprowadziła rozwody po referendum, które odbyło się 28 maja 2011 r.  Aborcja na terytorium Malty jest nielegalna, jakkolwiek w poprzednich latach pewne luki prawne (nie uwzględnienie zewnętrznych wód terytorialnych, nie wspomnienie o reklamie) pozwoliło indywidualnym osobom na ominięcie zakazu na krótki okres. W plebiscycie sms-owym głosujący wybrali krzyż maltański jako obraz do umieszczenia na maltańskiej monecie euro, oraz odrzucili obraz przedstawiający Jana Chrzciciela chrzczącego Jezusa, który zdobył silną większość w poprzedniej ankiecie, nawet mimo sprzeciwu lokalnych biskupów, którzy nie byli zachwyceni możliwością umieszczenia twarzy Chrystusa na monecie.

## Święci patronowie na Malcie
- Wniebowzięcie Najświętszej Maryi Panny – patron Attard, Birkirkara, Bubaqra, Dingli, Gudja, Għaxaq, Mġarr, Mosta, Mqabba, Qrendi, Victoria oraz Żebbuġ (Gozo)
- Corpus Christi (Boże Ciało) – patron Għasri
- Chrystus Król - patron Paola (Malta)
- Święta Rodzina – patron Bidnija oraz Iklin
- Trójca Święta – patron Marsa (Malta)
- Niepokalane Poczęcie Najświętszej Maryi Panny – patron Bormla, Ħamrun, Mqabba, Qala oraz Swieqi
- Jezus z Nazaretu – patron Sliemy
- Maria Regina – patronka Marsa (Malta)
- Narodzenie Maryi – patron Mellieħa, Naxxar, Senglea oraz Xagħra
- Matka Boża Fatimska – patronka Pietà (Malta)
- Matka Boża Dobrej Rady – patronka Paceville
- Matka Boża Łaskawa – patronka Xgħajra oraz Żabbar
- Matka Boża z Lourdes – patronka Paola (Malta), Qrendi oraz San Ġwann
- Matka Boża z Góry Karmel – patronka Balluta, Fgura, Fleur-de-Lys, Gżira, Valletta, Xlendi oraz Żurrieq
- Matka Boża Pompejańska – patronka Marsaxlokk
- Matka Boża z Porto Salvo – patronka Valletty
- Matka Boża Różańcowa – patronka Gudja
- Matka Boża Bolesna – patronka San Pawl il-Baħar
- Matka Boża Anielska – patronka Baħar iċ-Ċagħaq
- Matka Boża Loretańska – patronka Għajnsielem
- Matka Boża Nieustającej Pomocy – patronka Kerċem
- Matka Boża z Ta' Pinu – patronka Gozo
- Matka Boża Gwiazda Morska – patronka Sliemy
- Chrystus Zmartwychwstały – patron Pembroke (Malta)
- Najświętsze Serce Jezusa – patron Fontany (Malta)
- Najświętsze Serce Maryi – patron Burmarrad oraz Sliemy
- Święty Andrzej – patron Luqa
- Święta Anna – patronka Dwejra, Marsaskala and Żebbiegħ
- Święty Augustyn z Hippony – patron Valletty
- Święty Bartłomiej Apostoł – patron Għargħur
- Święty Kajetan – patron Ħamrun
- Święta Katarzyna Aleksandryjska – patronka Żejtun oraz Żurrieq
- Święty Dominik – patron Birgu oraz Valletty
- Święty Franciszek z Asyżu – patron Qawra
- Święty Jerzy – patron Qormi oraz Victoria
- Święty George Preca – patron Swatar (Birkirkara)
- Święty Grzegorz – patron Kerċem oraz Sliema
- Święty Jan od Krzyża – patron Ta’ Xbiex
- Święty Jan Chrzciciel – patron Valletty oraz Xewkija
- Święty Józef – patron Birkirkara, Għaxaq, Kalkara, Kirkop, Manikata, Msida, Qala oraz Xemxija
- Święty Julian Szpitalnik – patron San Ġiljan
- Święta Helena (Cesarzowa) – patronka Birkirkara
- Święty Wawrzyniec z Rzymu – patron Birgu oraz San Lawrenz
- Święty Leonard – patron Kirkop
- Święta Łucja – patronka Mtarfa and Santa Luċija (Gozo)
- Święty Marcin z Tours – patron Baħrija
- Święty Maksymilian Kolbe – patron Buġibba
- Święty Mikołaj – patron Siġġiewi
- Święty Paweł – patron Marsalforn, Mdina, Munxar, Nadur, Rabat (Malta), Safi (Malta) oraz Valletta
- Święty Piotr – patron Birżebbuġa oraz Nadur
- Święty Filip z Agiry – patron Żebbuġ
- Święty Pius X – patron Santa Luċija
- Święty Publiusz – patron Floriana (Malta)
- Święty Sebastian – patron Qormi
- Zwiastowanie – patron Balzan oraz Tarxien
- Przemienienie Pana Jezusa – patron Lija
- Nawiedzenie NMP – patron Għarb